# Futbol'nyj Klub Obolon'
L'Obolon' Kiev, ufficialmente Futbol'nij klub “Obolon'” Kyïv (in ucraino Футбольний клуб «Оболонь» Київ?), è una società di calcio del distretto di Obolon' di Kiev, in Ucraina.
Gioca le partite interne alla Obolon' Arena, che ha una capienza di 5.100 posti

## Storia
Fondato nel 1992 come Zmina, il club cambiò il suo nome in Zmina-Obolon nel 1993. Nel 1995 si è poi passati al nome di Obolon e poi Obolon PPO nel 1997. Il 23 aprile 2001 si è giunti all'appellativo attuale di Obolon' Kiev.
Nel 1995, l'Obolon è diventato ufficialmente un club professionistico, entrando a far parte della Druha Liha. Nella stagione 2001-02, dopo aver chiuso al terzo posto il campionato di Perša Liha, l'Obolon è stato promosso nel massimo campionato ucraino. La permanenza è però durata appena un anno, in quanto al termine della stagione il club è retrocesso nuovamente in Perša Liha.
Per tornare in Prem'er-Liha, i tifosi dell'Obolon' hanno dovuto attendere il 2009, quando la squadra ha guadagnato nuovamente la promozione.
Al termine della stagione 2011-2012, la squadra conclude il campionato al 15º posto e retrocede in Perša Liha. La società fallisce nel febbraio del 2013. Il presidente Oleksandr Slobodjan crea una nuova società denominata FK Obolon-Brovar, che raccoglie l'eredità del defunto Obolon' ripartendo dalla terza serie ucraina. Dal 2020, la squadra torna a chiamarsi nuovamente Obolon'.

## Cronistoria del nome
- 1992: FK Zmina
- 1993-1994: FK Zmina-Obolon'
- 1995-1996: FK Obolon'
- 1997-1998: FK Obolon'-PPO
- 1999-2000: FK Obolon' JSC
- 2001-2013: FK Obolon'
- 2013-2020: FK Obolon'-Brovar
- 2020-: FK Obolon'

## Risultati in campionato e coppa anno per anno
| Stagione      | Div.   | Pos. | G  | V  | N  | P  | GF | GS | Pt | Coppa d'Ucraina                           | Europa | Europa | Note       |
| ------------- | ------ | ---- | -- | -- | -- | -- | -- | -- | -- | ----------------------------------------- | ------ | ------ | ---------- |
| Druha Liha    | 3° "A" | 4    | 40 | 22 | 9  | 9  | 60 | 35 | 75 | 32esimi di finale                         |        |        |            |
| Druha Liha    | 3° "A" | 4    | 30 | 15 | 11 | 4  | 34 | 17 | 56 | 32esimi di finale                         |        |        |            |
| Druha Liha    | 3° "C" | 5    | 30 | 15 | 7  | 8  | 47 | 28 | 52 | 128esimi di finale                        |        |        |            |
| Druha Liha    | 3° "C" | 1    | 26 | 20 | 4  | 2  | 45 | 18 | 64 | 64esimi di finale                         |        |        | Promosso   |
| Perša Liha    | 2°     | 16   | 34 | 5  | 12 | 17 | 23 | 52 | 27 | 16esimi di finale                         |        |        | Retrocesso |
| Druha Liha    | 3° "B" | 1    | 28 | 21 | 4  | 3  | 51 | 14 | 67 | 1/4 di finale di Coppa di Lega di 2ª Div. |        |        | Promosso   |
| Prem"jer-liha | 2°     | 3    | 34 | 18 | 8  | 8  | 49 | 26 | 62 | 1/8 di finale                             |        |        | Promosso   |
| Prem'er-Liha  | 1°     | 14   | 30 | 7  | 7  | 16 | 32 | 45 | 28 | 1/8 di finale                             |        |        |            |
| Prem'er-Liha  | 1°     | 6    | 30 | 11 | 8  | 11 | 34 | 35 | 41 | 1/8 di finale                             |        |        |            |
| Prem'er-Liha  | 1°     | 15   | 30 | 4  | 9  | 17 | 18 | 43 | 21 | 16esimi di finale                         |        |        | Retrocesso |
| Perša Liha    | 2°     | 3    | 34 | 22 | 6  | 6  | 51 | 19 | 72 | 32esimi di finale                         |        |        |            |
| Perša Liha    | 2°     | 3    | 36 | 23 | 4  | 9  | 47 | 27 | 73 | 16esimi di finale                         |        |        |            |
| Perša Liha    | 2°     | 3    | 38 | 22 | 6  | 10 | 67 | 42 | 72 | 32esimi di finale                         |        |        |            |
| Perša Liha    | 2°     | 2    | 32 | 19 | 6  | 7  | 74 | 40 | 63 | 1/8 di finale                             |        |        | Promosso   |
| Prem'er-Liha  | 1°     | 11   | 30 | 9  | 4  | 17 | 26 | 50 | 31 | quarti di finale                          |        |        |            |
| Prem'er-Liha  | 1°     | 10   | 30 | 9  | 7  | 14 | 26 | 38 | 34 | 16esimi di finale                         |        |        |            |
| Prem'er-Liha  | 1°     | 15   | 30 | 4  | 9  | 17 | 17 | 42 | 21 | 16esimi di finale                         |        |        | Retrocesso |
| Perša Liha    | 2°     |      |    |    |    |    |    |    |    |                                           |        |        |            |

## Organico

### Rosa 2024-2025
| N. |                    | Ruolo | Calciatore          |
| -- | ------------------ | ----- | ------------------- |
| 1  | Ucraina (bandiera) | P     | Nazar Fedorivskyi   |
| 2  | Ucraina (bandiera) | D     | Danylo Karas        |
| 3  | Ucraina (bandiera) | D     | Vladyslav Pryjmak   |
| 4  | Ucraina (bandiera) | C     | Taras Moroz         |
| 5  | Ucraina (bandiera) | D     | Oleksandr Osman     |
| 7  | Ucraina (bandiera) | C     | Viktor Blizničenko  |
| 8  | Ucraina (bandiera) | A     | Rostyslav Taranukha |
| 9  | Ucraina (bandiera) | C     | Ihor Medynskyi      |
| 10 | Ucraina (bandiera) | C     | Oleh Slobodyan      |
| 11 | Ucraina (bandiera) | D     | Maksym Hrys'o       |
| 13 | Ucraina (bandiera) | P     | Artem Kyčak         |
| 14 | Ucraina (bandiera) | D     | Oleksandr Chernov   |
| 15 | Ucraina (bandiera) | D     | Petro Stasjuk       |
| 16 | Ucraina (bandiera) | D     | Pavlo Luk"jančuk    |

| N. |                    | Ruolo | Calciatore        |
| -- | ------------------ | ----- | ----------------- |
| 17 | Ucraina (bandiera) | C     | Ruslan Černenko   |
| 21 | Ucraina (bandiera) | C     | Kostyantyn Bychek |
| 23 | Ucraina (bandiera) | P     | Oleksandr Rybka   |
| 24 | Ucraina (bandiera) | D     | Yehor Prokopenko  |
| 25 | Ucraina (bandiera) | C     | Vitaliy Hrusha    |
| 31 | Ucraina (bandiera) | P     | Denys Marchenko   |
| 37 | Ucraina (bandiera) | D     | Valeriy Dubko     |
| 44 | Ucraina (bandiera) | C     | Vadym Vitenčuk    |
| 55 | Ucraina (bandiera) | A     | Serhij Suchanov   |
| 79 | Ucraina (bandiera) | C     | Oleh Il'ïn        |
| 90 | Ucraina (bandiera) | A     | Taras Lyakh       |
| 95 | Ucraina (bandiera) | D     | Vasyl Kurko       |
| 99 | Ucraina (bandiera) | A     | Denys Teslyuk     |
|    | Ucraina (bandiera) | A     | Denys Ustymenko   |

## Palmarès

### Competizioni nazionali
- Druha Liha: 2

1998-1999, 2000-2001

### Altri piazzamenti
- Perša Liha:

Secondo posto: 2008-2009, 2022-2023
Terzo posto: 2001-2002, 2005-2006, 2006-2007, 2007-2008, 2015-2016
- Druha Liha:

Secondo posto: 2014-2015